# 덕교천
덕교천은 인천광역시 강화군 화도면 덕포리 마니산에서 발원하여 덕포리 망실지 앞에서 길정천으로 유입하는 하천이다. 덕포리 일대의 1.29 km 구간은 지방하천으로 관리되고 있다.